# Mayo-Kebbi Ouest
Mayo-Kebbi Ouest er en af de 23 regioner i Tchad. Regionens hovedby er Pala. Regionen består af det som en gang var dele af præfekturet Mayo-Kebbi (underpræfekturene Pala og Léré).

## Inddeling
Mayo-Kebbi Ouest-regionen er inddelt i to departementer:
| Departement | Hovedby | Underpræfekturer            |
| ----------- | ------- | --------------------------- |
| Mayo-Dallah | Pala    | Gagal, Lamé, Pala, Torrock  |
| Lac Léré    | Léré    | Binder, Guégou, Lagon, Léré |

## Demografi
Regionen havde 324.910 indbyggere i 1993. De vigtigste etnisk-sproglige grupper er moundangerne, fulaerne og ngambayerne. 